# Abagrotis tristis
Abagrotis tristis är en fjärilsart som beskrevs av Barnes och Mcdunnough 1912. Abagrotis tristis ingår i släktet Abagrotis och familjen nattflyn. Inga underarter finns listade i Catalogue of Life.